# Catriona Le May Doan
Catriona Ann Le May Doan (født 23. december 1970 i Saskatoon) er en canadisk tidligere skøjtehurtigløber, der er dobbelt olympisk mester. 

## Karriere

### Aktiv karriere
Le May Doan deltog første gang ved de olympiske vinterlege i 1992 i Albertville, hvor hun ikke opnåede prangende resultater med en 14. plads på 500 m og en 31. plads på 1000 m. Legene to år senere i Lillehammer heller ikke nogen succes for hende, idet hun blev nummer 33 på 500 m, nummer 19 på 1000 m og nummer 17 på 1500 m.
I tiden op til vinter-OL 1998 i Nagano meldte hun sig imidlertid for alvor ind i det øverste af verdenseliten, idet hun i november 1997 satte en ny verdensrekord på 500 m i tiden 37,90 sekunder, en rekord hun senere på året slog to gange, så den lød på 37,55. I samme periode satte hun også verdensrekord på 1500 m med 1.57,87 minutter.
Hun var derfor storfavorit til at vinde guld i 500 m ved OL 1998, og hun vandt da også begge sine heats med tiderne 38,39 og 38,21, så hun samlet vandt med 0,23 sekund foran landsmanden Susan Auch og satte olympisk rekord (hvilket var givet, da det var første gang, der blev konkurreret i to heats). På 1500 m kunne hun ikke leve op til sin nyligt satte verdensrekord og endte på en 13. plads, mens hun på 1000 m satte olympisk rekord i tiden 1.17,37, hvilket dog ikke var nok til guld, da hollandske Marianne Timmer kort efter forbedrede rekorden yderligere til 1.16,51, mens også amerikaneren Chris Witty var hurtigere end Le May Doan, der dermed sluttede på tredjepladsen.
Ved vinter-OL 2002 i Salt Lake City lykkedes det hende at genvinde sit OL-guld på 500 m, da hun i den olympiske rekordtid på 74,75 (37,30 og 37,45) vandt med med 0,19 sekund foran tyske Monique Garbrecht-Enfeldt. Hun stillede også op i 1000 m, hvor hun fik en niendeplads i tiden 1.14,72, næsten et sekund efter Chris Witty, der vandt guld.
Fra 1998 begyndte hun også jævnligt at komme på medaljepodiet ved verdensmesterskaberne, og hun vandt guld i sprint i 1998 og 2002, sølv i samme disciplin i 1999 og bronze i 2001. I enkeltdiscipliner vandt hun guld på 500 m i 1998, 1999 og 2001, sølv på 1000 m i 1998 og bronze på 1000 m i 1999 og 2001 samt på 500 m i 2000.
I 2003 indstillede hun sin aktive karriere.

### Efter den aktive karriere
Ved vinter-OL 2010 i Vancouver var hun en af fire store canadiske sportsstjerner, der ved åbningsceremonien skulle tænde den olympiske flamme, fordelt på fire gryder. På grund af en mekanisk fejl tændte hendes gryde imidlertid ikke.
Catriona Le May Doan er tre gange valgt som Canadas bedste kvindelige sportsudøver (1998, 2001 og 2002). Hun stoppede som aktiv idrætsudøver i 2003 og har siden blandt andet fungeret som tv-kommentator og givet foredrag inden for motivation. Hun er frontfigur for en stribe velgørenhedsorganisationer og er begyndt at spille golf. Hun er optaget i Canadian Sports Hall of Fame og i Canadian Olympic Committee’s Sports Hall of Fame. Hun blev Officer of the Order of Canada i 2005.
Hun er udpeget som Canadas chef de mission til vinter-OL 2022 i Beijing.

## Bedste tider
- 500 m: 37,22 sekunder (22. november 2001, verdensrekord frem til 10. marts 2007)[2]
- 1000 m: 1.14,50 minutter (2001)
- 1500 m: 1.57,50 minutter (2001)
- 3000 m: 4.26,98 minutter (2003)
- 5000 m: 8.14,52 minutter (1994)